# Florian Fischer (Schauspieler, 1985)
Florian Fischer (* 1985 in Würzburg) ist ein deutscher Schauspieler.

## Leben
Fischer spielte zwischen 2005 und 2009 regelmäßig Theater im Theater- und Jugendclub des Main Franken Theaters Würzburg. Er wirkte dort in verschiedenen Theater- und Musiktheaterprojekten mit, u. a. in Stücken von Martin Crimp, Arthur Schnitzler, Rainer Werner Fassbinder und Petra Paschinger. 2009 trat er am Theater Würzburg in der Rolle des Mr. Physicality als „stärkster Mann der Welt“ in der Musikrevue „Cabaret Tschetchnenien“ auf. Bei den 27. Bayerischen Theatertagen 2009 in Coburg wurde Fischer gemeinsam mit dem Ensemble von „Cabaret Tschetchnenien“ mit dem Schauspielförderpreis der Jury ausgezeichnet.
Bei den Freilichtspielen Niederstetten spielte er außerdem 2008 die Rolle des Caliban in Shakespeares Spätwerk Der Sturm.
Fischer entschied sich dann für eine professionelle Schauspielausbildung, die er von 2010 bis 2013 an der Schauspielschule „Der Kreis“ in Berlin (sog. Fritz-Kirchhoff-Schule) durchlief und im April 2013 mit der Bühnenreifeprüfung abschloss. Berufsbegleitend folgte von 2011 bis Anfang 2017 eine berufliche Weiterqualifizierung bei der Schauspielschule „Actors Space Berlin“.
Fischer hatte bisher Theaterengagements mit Hauptrollen im Acker Stadt Palast in Berlin (2013), im Off-Theater „Verlängertes Wohnzimmer“ in Berlin-Friedrichshain (2014) und im Kultur- und Veranstaltungszentrum Radialsystem V (2015).
Fischer stand zunächst in einigen Kurzfilmen vor der Kamera; eine Mini-Rolle als Diener der Königin hatte er außerdem in dem teilweise in Würzburg gedrehten Historienfilm Die drei Musketiere (2011). Im Mai und Juni 2017 (Folge 2419–Folge 2439) war Fischer in einer durchgehenden Serienrolle in der ARD-Telenovela Rote Rosen zu sehen; er spielte den „dubiosen“ Channel-Betreiber, Blogger und Fotografen Daniel Grabert.
Fischer verwendete für seine Schauspielertätigkeit früher zeitweise auch das Pseudonym „Alexander Fynn“. Fischer lebt in Berlin.

## Filmografie (Auswahl)
- 2007: Die Erfindung der Freiheit (Kurzfilm)
- 2007: Vandor – Krieg der Gesinningen (Kurzfilm)
- 2011: Die drei Musketiere (Kinofilm)
- 2014: Ein Rabe namens Poe (Kurzfilm)
- 2015: S 1207 (Kurzfilm)
- 2016: Leningrad Symphony (Doku-Spielfilm, arte)
- 2017: Rote Rosen (Fernsehserie, Serienrolle)